# Церкариоз
Церкариоз, шистосоматидный дерматит или «зуд купальщиков», — острое паразитарное заболевание контактирующих со стоячей или слабо-проточной водой людей (чаще всего при купании), возникающее при поражении их кожи церкариями — плавающими личинками паразитических плоских червей класса трематод, паразитирующих на водоплавающих птицах. В основном шистосоматидный дерматит вызывается церкариями Trichobilharzia szidati, Tr. stagnicolae и Tr. franki. Дети заражаются чаще, чем взрослые, что является следствием тенденции плавать в течение более длительных периодов у берега, где концентрируются церкарии.

## Этиологиязаболевания
Окончательным хозяином птичьих шистосом, вызывающих так называемый «зуд купальщиков», выступают водоплавающие птицы. Яйца шистосом попадают в воду вместе с фекалиями птиц, из них вылупляются мирацидии, которые проникают в тело брюхоногих моллюсков. После выхода из тела брюхоногого моллюска, выступающего в роли промежуточного хозяина, церкарии некоторых видов трематод заражают следующего хозяина, проникая сквозь кожные покровы. При попытке заразить неспецифичного хозяина с более грубыми покровами (например, человека) птичьи церкарии гибнут, однако в качестве первичной реакции способны вызывать раздражение кожи, аллергию и сильный зуд. Температура тела при этом повышается до 38 °С и выше. Дальнейшее развитие этого паразитарного заболевания в виде системного поражения организма, больного различными биологически активными веществами и продуктами распада церкарий и собственных тканей, способно вызвать более глубокие нарушения с длительным течением.

## Профилактика и лечение
Избегать купания в мелководных участках водоёмов со стоячей водой и густой водной растительностью, где обитают утки. Не ходить голыми ногами по подводной растительности — это зоны концентрации церкарий. При попадании в подобное место следует выплыть из него как можно быстрее, выйти из воды и тщательно вытереть кожу жёстким полотенцем. Наибольшая вероятность заражения бывает в водоёмах с высокой антропогенной нагрузкой (в черте города, загрязнённого органикой), большим количеством водоплавающих птиц и водных моллюсков, при температуре воды выше 20 °С.
Для гарантии ненападения церкарий перед входом в воду все открытые части тела нужно обильно смазать кремом или мазью (от комаров, мошек и тому подобных насекомых), содержащей наибольшую концентрацию (до 40%) диметилфталата или дибутилфталата. При многократном купании следует периодически обновлять защитный слой крема. Хорошо защищает человека при нахождении в воде любая плотная ткань, но при этом верхняя одежда должна быть заправлена в брюки. а брюки — в сапоги. При этом чем грубее материал и чем плотнее он прилегает к телу, тем меньше шанс нападения церкарий. Наибольшую защиту даёт гидрокостюм.
После выхода из воды все открытые участки тела человека, не обмазанные мазью, рекомендуется тщательно вытереть полотенцем.
Зуд снимается раствором салицилового спирта или бальзамом «Золотая звезда». В некоторых случаях может быть назначен димедрол внутрь по 0,05 г 2-3 раза в день. В тяжёлых случаях показано применение преднизолона или АКТГ. Помогает также подкисленная вода: яблочный сок, лимон, отвар череды. Иногда применяется оксид цинка (Циндол). Существуют также специальные мази против зуда, например, с димедролом или ментолом. Пока зуд и отёчность не пройдут, нужно продолжать делать примочки, компрессы и ванны, но без мыла. Зуд купальщика очень схож с аллергией, поэтому следует исключить из рациона возможные аллергены: фрукты и ягоды красного, жёлтого и оранжевого цвета, экзотические продукты, острые блюда, пряности. Лучше питаться простой пищей, пить кефир, ацидофилин, простоквашу, щелочные минеральные воды, а также отказаться на время от баночных напитков, газированных, консервированных соков.
В качестве мер по предотвращению распространения заболевания в Белоруссии используется сезонное отпугивание диких водоплавающих птиц в зонах купания.